# Parc arbrat del Canal Principal d'Urgell 4a séquia
El Parc arbrat del Canal Principal d'Urgell 4a séquia és una obra de les Borges Blanques (Garrigues) protegida com a Bé Cultural d'Interès Local.

## Descripció
La quarta séquia principal del Canal d'Urgell (de 25 km. 1'270 pertanyen a Les Borges Blanques) fa possible el conreu de regadiu d'una bona part de la plana urgellenca. A part de l'ús agrícola, els marges de la séquia s'han aprofitat per a l'esbarjo i han fet la funció de jardí a les zones on la vegetació i els boscos eren gairebé inexistents. Acompanyen el canal una sèrie d'obres que fan possible el seu funcionament. Hi ha els llocs dels vigilants de la séquia, els mòduls que contenen les claus de pas, els ponts, els salts d'aigua i les fites que indiquen els punts quilomètrics. Tot això forma un conjunt harmònic d'estil neoclàssic que avui en dia encara està en ús.

## Història
Els canals de l'Urgell es van construir durant la segona meitat del segle xix. Les quatre séquies principals es van fer entre 1853 i 1865. La conversió d'aquestes terres de secà en regadiu va suposar un canvi tant als cultius com al paisatge, ja que va propiciar l'aparició espontània i també la planada de nombroses espècies de ribera com els pollancres, albers, salses i oms.
Als setanta del segle xx, es van modificar els regs tapant séquies o canalitzant-les mitjançant canonades. Això suposà la pèrdua de molts camins amb arbres. En aquesta séquia hi ha molts paratges d'interès per la seva bellesa com les banquetes i meandres de les Planes, l'àrea lúdica de St. Cristòfol i la Font Vella, el tram dels Rovinals, el parc urbà de la Banqueta o el Canal, racons de Cantacorbs i l'Arbreda monumental del Mas Roig.